# Reichenow-szövőmadár
A Reichenow-szövőmadár (Ploceus baglafecht) a madarak osztályának a verébalakúak (Passeriformes) rendjéhez, ezen belül a szövőmadárfélék (Ploceidae) családjához tartozó faj.

## Előfordulása
Burundi, Kamerun, a Kongói Demokratikus Köztársaság, a Közép-afrikai Köztársaság, Eritrea, Etiópia, Kenya, Malawi, Nigéria, Ruanda, Dél-Szudán, Tanzánia, Uganda és Zambia területén honos.

## Alfajai
- Ploceus baglafecht baglafecht
- Ploceus baglafecht emini
- Ploceus baglafecht eremobius
- Ploceus baglafecht neumanni
- Ploceus baglafecht nyikae
- Ploceus baglafecht reichenowi
- Ploceus baglafecht sharpii
- Ploceus baglafecht stuhlmanni